# Himno Nacional de Guatemala
Hino Nacional da Guatemala é o hino nacional da Guatemala. Foi escrito por Jose Joaquin Palma (1844-1911) e orquestrada por Rafael Álvares Ovalle. O hino foi adotado em 1896.

## Texto original
!Guatemala feliz..! que tus aras
no profane jamás el verdugo;
ni haya esclavos que laman el yugo
ni tiranos que escupan tu faz.
Si mañana tu suelo sagrado
lo amenaza invasión extranjera,
libre al viento tu hermosa bandera
a vencer o a morir llamará.
CHORUS:
Libre al viento tu hermosa bandera
a vencer o a morir llamará;
que tu pueblo con ánima fiera
antes muerto que esclavo será.
De tus viejas y duras cadenas
tu forjaste con mano iracunda
el arado que el suelo fecunda
y la espada que salva el honor.
Nuestros padres lucharon un día
encendidos en patrio ardimiento
y lograron sin choque sangriento
colocarte en un trono de amor.
CHORUS
Y lograron sin choque sangriento
colocarte en un trono de amor,
que de Patria, en enérgico acento,
dieron vida al ideal redentor.
Es tu enseña pedazo de cielo
en que prende una nube su albura,
y !hay de aquel que con ciega locura,
sus colores pretenda manchar!
Pues tus hijos valientes y altivos,
que veneran la paz cual presea,
nunca esquivan la ruda pelea
si defienden su tierra y su hogar.
CHORUS
Nunca esquivan la ruda pelea
si defienden su tierra y su hogar,
que es tan solo el honor su alma idea
y el altar de la Patria su altar.
Recostada en un Ande soberbio,
de dos mares al ruido sonoro,
bajo el ala de grana y de oro
te adormeces del bello quetzal.
Ave indiana que vive en tu escudo,
paladión que protege tu suelo;
!ojalá que remonte su vuelo,
más que el cóndor y el águila real!
CHORUS
!Ojalá que remonte su vuelo,
más que el cóndor y el águila real,
y en sus alas levante hasta el cielo,
Guatemala, tu nombre inmortal!